# Propolydesmus heroldi
Propolydesmus heroldi är en mångfotingart som först beskrevs av Christoph D. Schubart 1931.  Propolydesmus heroldi ingår i släktet Propolydesmus och familjen plattdubbelfotingar. Inga underarter finns listade i Catalogue of Life.